# أورهان أديمي
أورهان أديمي (28 أكتوبر 1991 بسانت غالن في سويسرا - ) هو لاعب كرة قدم سويسري في مركز الهجوم. لعب مع آينتراخت براونشفايغ ونادي آلن ونادي رايندورف آلتاخ.

## وصلات خارجية
- أورهان أديمي على موقع قاعدة بيانات كرة القدم.إي يو (الإنجليزية)
- أورهان أديمي على موقع بيانات كرة القدم. دي إي (الألمانية)
- أورهان أديمي على موقع Soccerway.com (الإنجليزية)
- أورهان أديمي على موقع عالم كرة القدم.نت (الإنجليزية)
- أورهان أديمي على موقع AS.com (الإسبانية)